# Тодоров, Дмитрий Русланович
Дми́трий Русла́нович Тодоров (укр. Дмитро Русланович Тодоров; 1997, Суворовское) — украинский военнослужащий, капитан, участник российско-украинской войны. Герой Украины (2022).

## Биография
Дмитрий Тодоров родился в 1997 году в селе Суворовское Тульчинского района Винницкой области. С 2015 по 2019 год обучался на факультете подготовки десантных войск в Военной академии в Одессе. После окончания академии в звании лейтенанта был направлен на восток Украины, где стал командиром взвода.
В 2019 году участвовал в боевых действиях в районе Станицы Луганской, в 2020 году — в обороне окрестностей города Счастье, а затем — Авдеевки. С 2 августа 2021 года находился в районе проведения ООС на Донбассе.
С началом полномасштабного вторжения России в Украину в феврале 2022 года, капитан Тодоров возглавил сводное подразделение, которое принимало участие в обороне Донецкой области. В одном из боёв, используя ручной противотанковый гранатомёт, он подбил российский танк Т-72. В ходе боевых действий получил тяжёлое ранение, после лечения вернулся на службу и продолжил командовать ротой огневой поддержки 25-й отдельной воздушно-десантной Сичеславской бригады.

## Награды
- Звание «Герой Украины» с удостоением ордена «Золотая Звезда» (2 мая 2022) — за личное мужество и героизм, проявленные в защите государственного суверенитета и территориальной целостности Украины, верность военной присяге[1].
- Медаль «За военную службу Украине» (15 апреля 2015) — за личное мужество и отвагу, проявленные в защите государственных интересов, укрепление обороноспособности и безопасности Украины[2].